# Centro delle arti dello spettacolo di Tel Aviv
Il Centro delle arti dello spettacolo di Tel Aviv (Ebraico: המשכן לאומנויות הבמה) è un centro di arti performative al King Saul Boulevard a Tel Aviv, in Israele. È stato progettato dall'architetto israeliano Yaakov Rechter.

## Storia
Aperto al pubblico nel 1994, il centro ospita l'Opera israeliana e il Teatro Cameri, e accoglie circa un milione di visitatori ogni anno. Il complesso è adiacente alla Biblioteca Municipale Centrale e al Museo d'arte di Tel Aviv, con il Parco Dubnow situato nel retro del centro.
Il centro ospita una varietà di spettacoli tra cui danza, musica classica, opera e jazz, oltre a mostre di belle arti.